# 何承天
何 承天（か しょうてん、370年 - 447年）は、東晋から南朝宋にかけての思想家・数学者・天文学者。本貫は東海郡郯県。従祖父は何倫。叔父は何肹。母は徐広の姉。娘は劉秀之の妻。曾孫は何遜。

## 人物
5歳で父を失ったが、母の徐氏は聡明博学で、儒学・史学など諸子百家を学んだ。
元嘉16年（439年）、文帝の命により、著作佐郎となり宋の歴史書である『国史』の編纂を始めた。ついで太子率更令に転じた。元嘉20年（443年）、従来用いられていた景初暦のズレを指摘し、新たに元嘉暦を編纂した。元嘉暦は元嘉22年（445年）から天監8年（509年）まで用いられた。1月の長さを計算する方法として調日法 (zh) を創始した。円周率の研究を行い、その値を 111035/35329 (= 3.14288…) とした。
『国史』は未完成のまま死去した。山謙之・蘇宝生・徐爰らによって編纂が進められ、大明8年（464年）に完成した。正史『宋書』は、同書を参考に作られた。

## 調日法

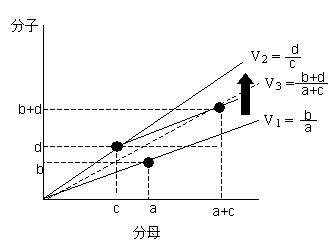
b/a < d/c ならば b/a < b+d/a+c < d/c となる

調日法はある実数を有理数で近似する方法の一つである。暦法の研究の過程で考案された。以降、a, b, c, d は自然数とする。今2つの分数 b/a と d/c があって、
{\displaystyle {\frac {b}{a}}<{\frac {d}{c}}}
であるなら
{\displaystyle {\frac {b}{a}}<{\frac {b+d}{a+c}}<{\frac {d}{c}}}
となる。値の小さい分数を弱率、大きい分数を強率と称する。
ある実数に近い分数を求めるために、その値を挟む2つの分数から、分子・分母の和の分数を求め、その分数と値を比較し、新しい分数と元の分数の一つでその値を挟む新しい2つの分数の組を作るという繰り返しで漸近分数を求めるものである。
例えば、円周率の近似分数を求めるために、3/1 と 4/1 から始めると、
- 0::3/1 = 3
- 1::4/1 = 4
- 2::7/2 = 3.5
- 3::10/3 = 3.3333
- 4::13/4 = 3.25
- 5::16/5 = 3.2
- 6::19/6 = 3.166
- 7::22/7 = 3.1428
- （中略）
- 14::157/50 = 3.14
- （中略）
- 23::355/113 = 3.141592

となり、非常によい近似を与える 355/113 などが求まる。

## 伝記資料
- 『宋書』巻64 列伝第24